# 中村福助 (高砂屋5代目)
高砂屋五代目 中村 福助（なかむら ふくすけ、1910年（明治43年）7月21日 - 1969年（昭和44年）1月1日）は大阪の歌舞伎役者。本名（戸籍名）は笹木 徳太郎（ささき とくたろう）。

## 人物
大阪市南区東清水町生まれ。屋号は高砂屋。三代目中村梅玉の養子。社会学者の倉田和四生は義弟（妻・笑子の弟）にあたる。
1916年（大正5年）5月、大阪中座で四代目中村政治郎の名で初舞台。1935年（昭和10年）1月、中座『石田局』の奴矢田平で高砂屋五代目中村福助を襲名。
1936年（昭和11年）、東宝劇団に参加したが1940年（昭和15年）に松竹に復帰。その後は初代中村吉右衛門の勧めで東京に移住した。以降、吉右衛門劇団に籍を置くが東京の歌舞伎になじめなかった為、晩年は活躍拠点を関西歌舞伎に移した。
1958年（昭和33年） には『七人の会』に参加。古風で大らかな芸風で『石切梶原』の大庭、『封印切』の八右衛門、『俊寛』の瀬尾などの敵役を得意とした。
1965年（昭和40年）秋、九州地方の巡業で『寺子屋』の源蔵役の稽古直前に腰を痛め、その後初日の舞台に出演することが出来ずそのまま休養に入る。闘病生活の後、東京の自宅で死去。
梅玉の名跡については、平成4年松竹株式会社永山会長のすすめ、また遺族（笹木笑子）も賛同した上で、中村歌右衛門の養子である八代目成駒屋中村福助に継承させることとなり、四代目梅玉が誕生した。

## 出演
- NHK大河ドラマ
  - 『赤穂浪士』（1963年、NHK） - 原惣右衛門 役
  - 『源義経』（1966年、NHK） - 土肥実平 役